# Lista över fornlämningar i Växjö kommun (Tolg)
Lista över fornlämningar i Växjö kommun (Tolg) är en förteckning av ett urval av de fornlämningar som finns i Tolg i Växjö kommun.
| Namn                            | Lämningstyp    | Tillkomsttid | Historisk indelning | Plats | Läge                 | ID-nr          | Bild                                      |
| ------------------------------- | -------------- | ------------ | ------------------- | ----- | -------------------- | -------------- | ----------------------------------------- |
| Tolg 2:1                        | Minnesmärke    |              | Tolg, Småland       |       | 57.120461, 14.770532 | 10075900020001 | Ladda upp en bild av detta fornminne      |
| Tolg 5:1                        | Stenkammargrav |              | Tolg, Småland       |       | 57.106630, 14.801041 | 10075900050001 | Ladda upp en bild av detta fornminne      |
| Tolg 7:1                        | Stenkammargrav |              | Tolg, Småland       |       | 57.106055, 14.817920 | 10075900070001 | Ladda upp en bild av detta fornminne      |
| Tolg 10:1                       | Stenkammargrav |              | Tolg, Småland       |       | 57.097444, 14.773458 | 10075900100001 | Ladda upp en bild av detta fornminne      |
| Drakarör (Tolg 11:1)            | Röse           |              | Tolg, Småland       |       | 57.104029, 14.773068 | 10075900110001 | Ladda upp en bild av detta fornminne      |
| Tolg 13:1                       | Stenkammargrav |              | Tolg, Småland       |       | 57.092121, 14.776000 | 10075900130001 | Ladda upp en bild av detta fornminne      |
| Tolg 15:1                       | Röse           |              | Tolg, Småland       |       | 57.100008, 14.828454 | 10075900150001 | Ladda upp en bild av detta fornminne      |
| Tolg 15:2                       | Röse           |              | Tolg, Småland       |       | 57.099881, 14.828650 | 10075900150002 | Ladda upp en bild av detta fornminne      |
| Tolg 15:3                       | Stensättning   |              | Tolg, Småland       |       | 57.099759, 14.828729 | 10075900150003 | Ladda upp en bild av detta fornminne      |
| Tolg 15:4                       | Stensättning   |              | Tolg, Småland       |       | 57.099852, 14.828875 | 10075900150004 | Ladda upp en bild av detta fornminne      |
| Tolg 20:1                       | Röse           |              | Tolg, Småland       |       | 57.112865, 14.848099 | 10075900200001 | Ladda upp en bild av detta fornminne      |
| Tolg 21:1                       | Röse           |              | Tolg, Småland       |       | 57.132532, 14.846167 | 10075900210001 | Ladda upp en bild av detta fornminne      |
| Tolg 23:1                       | Röse           |              | Tolg, Småland       |       | 57.102739, 14.847959 | 10075900230001 | Ladda upp en bild av detta fornminne      |
| Tolg 24:1                       | Röse           |              | Tolg, Småland       |       | 57.102230, 14.848626 | 10075900240001 | Ladda upp en bild av detta fornminne      |
| Tolg 25:1                       | Röse           |              | Tolg, Småland       |       | 57.105099, 14.849746 | 10075900250001 | Ladda upp en bild av detta fornminne      |
| Stora Rör (Tolg 26:1)           | Röse           |              | Tolg, Småland       |       | 57.085032, 14.859040 | 10075900260001 | Ladda upp en bild av detta fornminne      |
| Hedåsaröret (nr 1) (Tolg 28:1)  | Röse           |              | Tolg, Småland       |       | 57.102922, 14.857768 | 10075900280001 | Ladda upp en bild av detta fornminne      |
| Hedåsaröret (nr 1) (Tolg 28:2)  | Stensättning   |              | Tolg, Småland       |       | 57.102770, 14.857972 | 10075900280002 | Ladda upp en bild av detta fornminne      |
| Hedåsaröret (nr 1) (Tolg 28:3)  | Stensättning   |              | Tolg, Småland       |       | 57.102556, 14.858246 | 10075900280003 | Ladda upp en bild av detta fornminne      |
| Hedåsaröret (nr 1) (Tolg 28:4)  | Röse           |              | Tolg, Småland       |       | 57.102136, 14.857898 | 10075900280004 | Ladda upp en bild av detta fornminne      |
| Hedåsaröret (nr 1) (Tolg 28:5)  | Stensättning   |              | Tolg, Småland       |       | 57.102933, 14.857597 | 10075900280005 | Ladda upp en bild av detta fornminne      |
| Hövdingaröret (RAK) (Tolg 29:1) | Röse           |              | Tolg, Småland       |       | 57.101020, 14.874219 | 10075900290001 | Ladda upp en bild av detta fornminne      |
| Tolg 30:1                       | Röse           |              | Tolg, Småland       |       | 57.097294, 14.875464 | 10075900300001 | Ladda upp en bild av detta fornminne      |
| Tolg 32:1                       | Stenkammargrav |              | Tolg, Småland       |       | 57.116009, 14.887363 | 10075900320001 | Ladda upp en bild av detta fornminne      |
| Tolg 36:1                       | Röse           |              | Tolg, Småland       |       | 57.092470, 14.854521 | 10075900360001 | Ladda upp en bild av detta fornminne      |
| Tolg 37:1                       | Röse           |              | Tolg, Småland       |       | 57.093451, 14.857191 | 10075900370001 | Ladda upp en bild av detta fornminne      |
| Tolg 38:1                       | Röse           |              | Tolg, Småland       |       | 57.087369, 14.856378 | 10075900380001 | Ladda upp en bild av detta fornminne      |
| Tolg 40:1                       | Röse           |              | Tolg, Småland       |       | 57.090125, 14.917628 | 10075900400001 | Ladda upp en bild av detta fornminne      |
| Tolg 42:1                       | Röse           |              | Tolg, Småland       |       | 57.091633, 14.914938 | 10075900420001 | Ladda upp en bild av detta fornminne      |
| Tolg 43:1                       | Stensättning   |              | Tolg, Småland       |       | 57.091518, 14.918991 | 10075900430001 | Ladda upp en bild av detta fornminne      |
| Tolg 43:2                       | Stensättning   |              | Tolg, Småland       |       | 57.091490, 14.918815 | 10075900430002 | Ladda upp en bild av detta fornminne      |
| Tolg 44:1                       | Stenkammargrav |              | Tolg, Småland       |       | 57.083494, 14.831245 | 10075900440001 | Ladda upp en bild av detta fornminne      |
| Tolg 46:1                       | Hällristning   |              | Tolg, Småland       |       | 57.080311, 14.782206 | 10075900460001 | Ladda upp en bild av detta fornminne      |
| Tolg 47:1                       | Röse           |              | Tolg, Småland       |       | 57.084575, 14.829089 | 10075900470001 | Ladda upp en bild av detta fornminne      |
| Tolgstenen / Sm 21 (Tolg 48:1)  | Runristning    |              | Tolg, Småland       |       | 57.083158, 14.819407 | 10075900480001 | Ladda upp en till bild av detta fornminne |
| Tolg 49:1                       | Stenkammargrav |              | Tolg, Småland       |       | 57.117334, 14.871974 | 10075900490001 | Ladda upp en bild av detta fornminne      |
| Tolg 50:1                       | Gravfält       |              | Tolg, Småland       |       | 57.091854, 14.810975 | 10075900500001 | Ladda upp en till bild av detta fornminne |
| Tolg 51:1                       | Stensättning   |              | Tolg, Småland       |       | 57.088148, 14.856381 | 10075900510001 | Ladda upp en bild av detta fornminne      |
| Tolg 53:1                       | Stensättning   |              | Tolg, Småland       |       | 57.101139, 14.745965 | 10075900530001 | Ladda upp en bild av detta fornminne      |
| Tolg 53:2                       | Hög            |              | Tolg, Småland       |       | 57.101369, 14.746156 | 10075900530002 | Ladda upp en bild av detta fornminne      |
| Tolg 53:3                       | Stensättning   |              | Tolg, Småland       |       | 57.101613, 14.746028 | 10075900530003 | Ladda upp en bild av detta fornminne      |
| Tolg 58:1                       | Röse           |              | Tolg, Småland       |       | 57.093726, 14.777523 | 10075900580001 | Ladda upp en bild av detta fornminne      |
| Tolg 61:1                       | Stenkammargrav |              | Tolg, Småland       |       | 57.129126, 14.909403 | 10075900610001 | Ladda upp en bild av detta fornminne      |
| Tolg 61:2                       | Stenkammargrav |              | Tolg, Småland       |       | 57.128919, 14.909287 | 10075900610002 | Ladda upp en bild av detta fornminne      |
| Tolg 62:1                       | Röse           |              | Tolg, Småland       |       | 57.095505, 14.787877 | 10075900620001 | Ladda upp en bild av detta fornminne      |
| Ingelstorps kvarn (Tolg 63:1)   | Kvarn          |              | Tolg, Småland       |       | 57.086291, 14.717311 | 10075900630001 | Ladda upp en bild av detta fornminne      |
| Tolg 66:1                       | Röse           |              | Tolg, Småland       |       | 57.091504, 14.727511 | 10075900660001 | Ladda upp en bild av detta fornminne      |
| Tolg 69:1                       | Röse           |              | Tolg, Småland       |       | 57.095324, 14.734767 | 10075900690001 | Ladda upp en bild av detta fornminne      |
| Tolg 74:1                       | Röse           |              | Tolg, Småland       |       | 57.081762, 14.759700 | 10075900740001 | Ladda upp en bild av detta fornminne      |
| Tolg 76:1                       | Hällristning   |              | Tolg, Småland       |       | 57.082808, 14.781356 | 10075900760001 | Ladda upp en bild av detta fornminne      |
| Tolg 77:1                       | Hällristning   |              | Tolg, Småland       |       | 57.081647, 14.783060 | 10075900770001 | Ladda upp en bild av detta fornminne      |
| Tolg 84:1                       | Kyrka/kapell   |              | Tolg, Småland       |       | 57.092965, 14.801513 | 10075900840001 | Ladda upp en bild av detta fornminne      |
| Tolg 85:1                       | Hällristning   |              | Tolg, Småland       |       | 57.092775, 14.806873 | 10075900850001 | Ladda upp en bild av detta fornminne      |
| Tolg 88:1                       | Röse           |              | Tolg, Småland       |       | 57.095722, 14.767554 | 10075900880001 | Ladda upp en bild av detta fornminne      |
| Tolg 92:1                       | Kvarn          |              | Tolg, Småland       |       | 57.099484, 14.776164 | 10075900920001 | Ladda upp en bild av detta fornminne      |
| Tolg 97:1                       | Stensättning   |              | Tolg, Småland       |       | 57.087126, 14.823770 | 10075900970001 | Ladda upp en bild av detta fornminne      |
| Tolg 97:2                       | Stensättning   |              | Tolg, Småland       |       | 57.087169, 14.823489 | 10075900970002 | Ladda upp en bild av detta fornminne      |
| Tolg 99:1                       | Röse           |              | Tolg, Småland       |       | 57.086604, 14.827944 | 10075900990001 | Ladda upp en bild av detta fornminne      |
| Tolg 100:1                      | Röse           |              | Tolg, Småland       |       | 57.086267, 14.829224 | 10075901000001 | Ladda upp en bild av detta fornminne      |
| Tolg 102:1                      | Stensättning   |              | Tolg, Småland       |       | 57.102042, 14.775377 | 10075901020001 | Ladda upp en bild av detta fornminne      |
| Tolg 105:1                      | Röse           |              | Tolg, Småland       |       | 57.081780, 14.837063 | 10075901050001 | Ladda upp en bild av detta fornminne      |
| Lidekvarn (Tolg 106:1)          | Kvarn          |              | Tolg, Småland       |       | 57.082236, 14.820389 | 10075901060001 | Ladda upp en bild av detta fornminne      |
| Tolg 123:1                      | Stensättning   |              | Tolg, Småland       |       | 57.093016, 14.800099 | 10075901230001 | Ladda upp en bild av detta fornminne      |
| Tolg 138:1                      | Stensättning   |              | Tolg, Småland       |       | 57.099992, 14.882856 | 10075901380001 | Ladda upp en bild av detta fornminne      |
| Tolg 140:1                      | Röse           |              | Tolg, Småland       |       | 57.100798, 14.867824 | 10075901400001 | Ladda upp en bild av detta fornminne      |
| Tolg 163:1                      | Stenkammargrav |              | Tolg, Småland       |       | 57.131215, 14.909551 | 10075901630001 | Ladda upp en bild av detta fornminne      |
| Tolg 164:1                      | Stenkammargrav |              | Tolg, Småland       |       | 57.131690, 14.904780 | 10075901640001 | Ladda upp en bild av detta fornminne      |
| Tolg 164:2                      | Stenkammargrav |              | Tolg, Småland       |       | 57.131524, 14.904452 | 10075901640002 | Ladda upp en bild av detta fornminne      |
| Tolg 187:1                      | Stensättning   |              | Tolg, Småland       |       | 57.117483, 14.886898 | 10075901870001 | Ladda upp en bild av detta fornminne      |
| Tolg 192:1                      | Röse           |              | Tolg, Småland       |       | 57.128136, 14.844483 | 10075901920001 | Ladda upp en bild av detta fornminne      |
| Tolg 193:1                      | Stensättning   |              | Tolg, Småland       |       | 57.126797, 14.841793 | 10075901930001 | Ladda upp en bild av detta fornminne      |
| Tolg 194:1                      | Stensättning   |              | Tolg, Småland       |       | 57.125572, 14.841196 | 10075901940001 | Ladda upp en bild av detta fornminne      |
| Tolg 195:1                      | Stensättning   |              | Tolg, Småland       |       | 57.113633, 14.848664 | 10075901950001 | Ladda upp en bild av detta fornminne      |
| Tolg 203:1                      | Stensättning   |              | Tolg, Småland       |       | 57.094241, 14.838965 | 10075902030001 | Ladda upp en bild av detta fornminne      |
| Tolg 206:1                      | Röse           |              | Tolg, Småland       |       | 57.093891, 14.823345 | 10075902060001 | Ladda upp en bild av detta fornminne      |
| Tolg 206:2                      | Stensättning   |              | Tolg, Småland       |       | 57.093826, 14.823911 | 10075902060002 | Ladda upp en bild av detta fornminne      |
| Tolg 206:3                      | Stensättning   |              | Tolg, Småland       |       | 57.093825, 14.824226 | 10075902060003 | Ladda upp en bild av detta fornminne      |
| Tolg 208:1                      | Stensättning   |              | Tolg, Småland       |       | 57.120233, 14.846139 | 10075902080001 | Ladda upp en bild av detta fornminne      |
| Tolg 209:1                      | Stensättning   |              | Tolg, Småland       |       | 57.119590, 14.846036 | 10075902090001 | Ladda upp en bild av detta fornminne      |
| Tolg 210:1                      | Stensättning   |              | Tolg, Småland       |       | 57.098802, 14.856112 | 10075902100001 | Ladda upp en bild av detta fornminne      |
| Tolg 214:1                      | Stensättning   |              | Tolg, Småland       |       | 57.106752, 14.771160 | 10075902140001 | Ladda upp en bild av detta fornminne      |
| Tolg 220:1                      | Stensättning   |              | Tolg, Småland       |       | 57.096028, 14.742072 | 10075902200001 | Ladda upp en bild av detta fornminne      |
| Tolg 220:2                      | Stensättning   |              | Tolg, Småland       |       | 57.096013, 14.742244 | 10075902200002 | Ladda upp en bild av detta fornminne      |
| Tolg 223:1                      | Röse           |              | Tolg, Småland       |       | 57.094541, 14.747705 | 10075902230001 | Ladda upp en bild av detta fornminne      |
| Tolg 228:1                      | Röse           |              | Tolg, Småland       |       | 57.089451, 14.909466 | 10075902280001 | Ladda upp en bild av detta fornminne      |
| Tolg 228:2                      | Röse           |              | Tolg, Småland       |       | 57.089319, 14.909795 | 10075902280002 | Ladda upp en bild av detta fornminne      |
| Tolg 229:1                      | Röse           |              | Tolg, Småland       |       | 57.088559, 14.909916 | 10075902290001 | Ladda upp en bild av detta fornminne      |
| Tolg 229:2                      | Stenkammargrav |              | Tolg, Småland       |       | 57.088161, 14.909993 | 10075902290002 | Ladda upp en bild av detta fornminne      |
| Tolg 251                        | Stensättning   |              | Tolg, Småland       |       | 57.093405, 14.789285 | 12000000117327 | Ladda upp en bild av detta fornminne      |
| Tolg 253                        | Hällristning   |              | Tolg, Småland       |       | 57.104542, 14.768708 | 12000000117329 | Ladda upp en bild av detta fornminne      |
| Tolg 254                        | Hällristning   |              | Tolg, Småland       |       | 57.095342, 14.782758 | 12000000117331 | Ladda upp en bild av detta fornminne      |
| Tolg 255                        | Hög            |              | Tolg, Småland       |       | 57.091372, 14.788907 | 12000000117333 | Ladda upp en bild av detta fornminne      |
| Tolg 260                        | Stensättning   |              | Tolg, Småland       |       | 57.114830, 14.757795 | 12000000117340 | Ladda upp en bild av detta fornminne      |
| Tolg 283                        | Röse           |              | Tolg, Småland       |       | 57.105647, 14.773115 | 12000000117366 | Ladda upp en bild av detta fornminne      |